# BH Telecom Indoors
O BH Telecom Indoors é uma competição de tênis masculino, realizado no Olympic Hall Zetra, em piso duro (coberto), válido pelo ATP Challenger Tour, em Sarajevo, Bósnia e Herzegovina.

## Edições

### Simples
| Ano  | Campeão                | Vice-Campeão           | Placar                   |
| ---- | ---------------------- | ---------------------- | ------------------------ |
| 2013 | Adrian Mannarino       | Dustin Brown           | 7–6(7–3), 7–6(7–2)       |
| 2012 | Jan Hernych            | Jan Mertl              | 6–3, 3–6, 7–6(7–5)       |
| 2011 | Amer Delić             | Karol Beck             | w/o                      |
| 2010 | Édouard Roger-Vasselin | Karol Beck             | 6–7(5–7), 6–3, 1–0, ret. |
| 2009 | Ivan Dodig             | Dominik Meffert        | 6–4, 6–3                 |
| 2008 | Andreas Beck           | Alexander Peya         | 6–3, 7–6(10-8)           |
| 2007 | Ernests Gulbis         | Jan Mertl              | 4–6, 6–4, 7–6(7–2)       |
| 2006 | Andreas Beck           | Andreas Vinciguerra    | 2–6, 7–6(7–1), 7–6(8–6)  |
| 2005 | Vladimir Voltchkov     | Michal Mertiňák        | 7–6(7–1), 6–3            |
| 2004 | Gilles Elseneer        | Dennis van Scheppingen | 7–6(7–5), 6–3            |
| 2003 | Richard Gasquet        | Dick Norman            | 6–1, 7–6(9–7)            |

### Duplas
| Ano  | Campeões                             | Vice-Campeões                 | Placar                     |
| ---- | ------------------------------------ | ----------------------------- | -------------------------- |
| 2013 | Mirza Bašić Tomislav Brkić           | Karol Beck Igor Zelenay       | 6–3, 7–5                   |
| 2012 | Dustin Brown Jonathan Marray         | Michal Mertiňák Igor Zelenay  | 7–6(7–2), 2–6, [11–9]      |
| 2011 | Jamie Delgado Jonathan Marray        | Yves Allegro Andreas Beck     | 7–6(7–4), 6–2              |
| 2010 | Nicolas Mahut Édouard Roger-Vasselin | Ivan Dodig Lukáš Rosol        | 7–6(8–6), 6–7(7–9), [10–5] |
| 2009 | Konstantin Kravchuk Dawid Olejniczak | James Auckland Rogier Wassen  | 6–2, 3–6, 10–7             |
| 2008 | Johan Brunström Frederik Nielsen     | Alexander Peya Lovro Zovko    | 6–4, 7–6(7–4)              |
| 2007 | Ernests Gulbis Deniss Pavlovs        | Jan Mertl Lukáš Rosol         | 6–4, 6–3                   |
| 2006 | Ilija Bozoljac Viktor Troicki        | Alexander Peya Lars Uebel     | 6–3, 6–4                   |
| 2005 | Michal Mertiňák Sergiy Stakhovsky    | Lukáš Dlouhý Jan Vacek        | 6–7(8–10), 6–2, 6–2        |
| 2004 | Jaroslav Levinský Alexander Waske    | Tuomas Ketola Johan Landsberg | 6–4, 6–1                   |
| 2003 | Tomáš Berdych Jaroslav Levinský      | Simon Aspelin Johan Landsberg | 1–6, 7–6(8–6), 6–4         |